# Strength & Unity
Strength & Unity è un album dei Klasse Kriminale, pubblicato nel 2007.

## Tracce
1. Non È Un Gioco - 2'14"
2. Daniele - 2'15"
3. Nulla - 1'20"
4. Demolition Dance - 1'59"
5. Klasse Kriminale - 2'16"
6. Ribelli - 2'55"
7. Sono Stanco - 1'57"
8. The March Of The Rude Boys & Rude Girls - 3'19"
9. Dove È Finito Il Punk? - 2'12"
10. Skinhead - 2'14"
11. Redemption Song - 3'39"
12. Strength & Unity - 2'27"
13. Ace Boon Jamming - 2'53"
14. Rivedrete Ancora Gli Skinheads - 2'45"
15. Land Of Hope And Glory - 3'36"

All'interno booklet con testi